# Atlantpagten (dokumentarfilm)
Atlantpagten er en dansk ugerevy med dokumentariske optagelse af ceremonien ved underskrivelsen af Atlantpagten den 4. april 1949.

## Handling
4. april 1949: Danmarks udenrigsminister Gustav Rasmussen og Norges udenrigsminister Halvard Lange, samt udenrigsministre fra hele verden, er samlet i Washington D.C., hvor de underskriver den atlantiske pagt. 12 lande: Belgien, Canada, Danmark, Frankrig, Holland, Island, Italien, Luxembourg, Norge, Portugal, Storbritannien og USA signerer traktaten. Siden er en lang række lande kommet med i NATO.
2.10 Atlantpagten underskrives 4. april 1949: Lester B. Pearson, Ernest Bevin, 4.50 Gustav Rasmussen, Henrik Kauffmann, Robert Schumann og Dean Acheson. 7.08 Halvard Lange og Gustav Rasmussen taler. Harry Truman indleder. Slut ved 9.56.